# Refektář

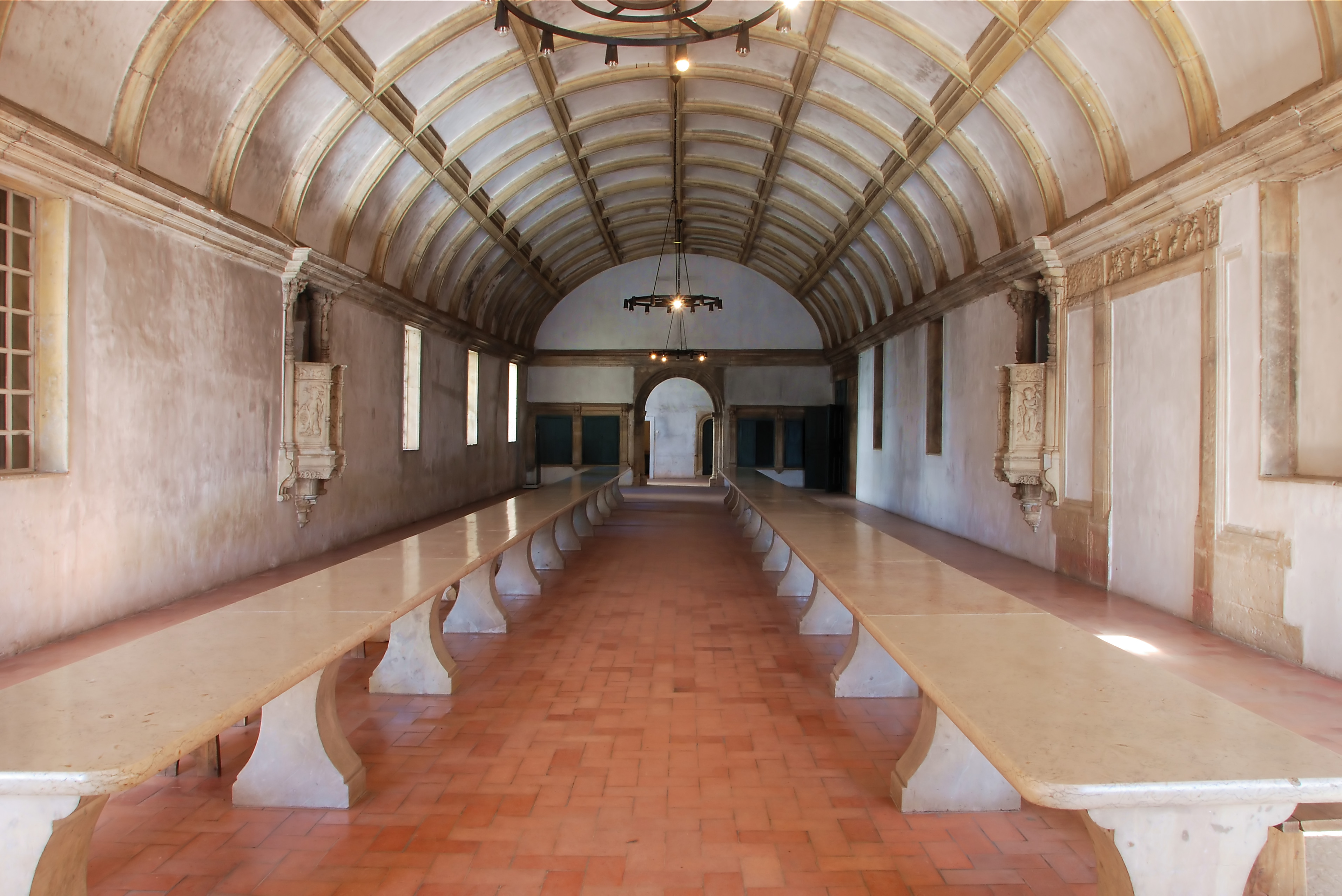
Refektář kláštera Řádu Kristova v portugalském Tomaru

Refektář (latinsky refectorium, pocházející z reficere, tzn. „obnovit“) je společná jídelna mnichů v křesťanských klášterech nebo řeholních domech, ale i v jiných sakrálních stavbách.
Některé kláštery, budované především v časech baroka, měly refektář letní a zimní. Refektář nesloužil k pouhému stravování, ale i k sérií obřadů, které jídlo provázely – modlitbám, požehnání a meditaci. Vzhledem ke shromáždění společenstva se zde řešily také některé provozní záležitosti.
Ve středověkých klášterech bývalo v jižním křídle kláštera. V jeho sousedství bylo lavatorium, kde si mniši před jídlem umývali ruce.

## Další fotografie

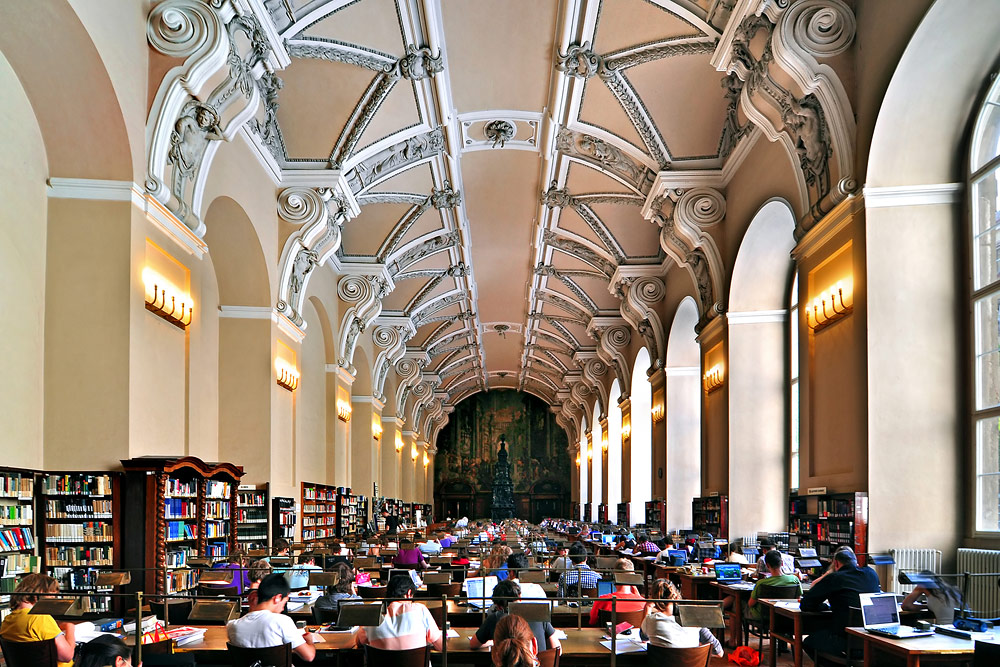
Refektář pražského Klementina – dnes studovna Národní knihovny
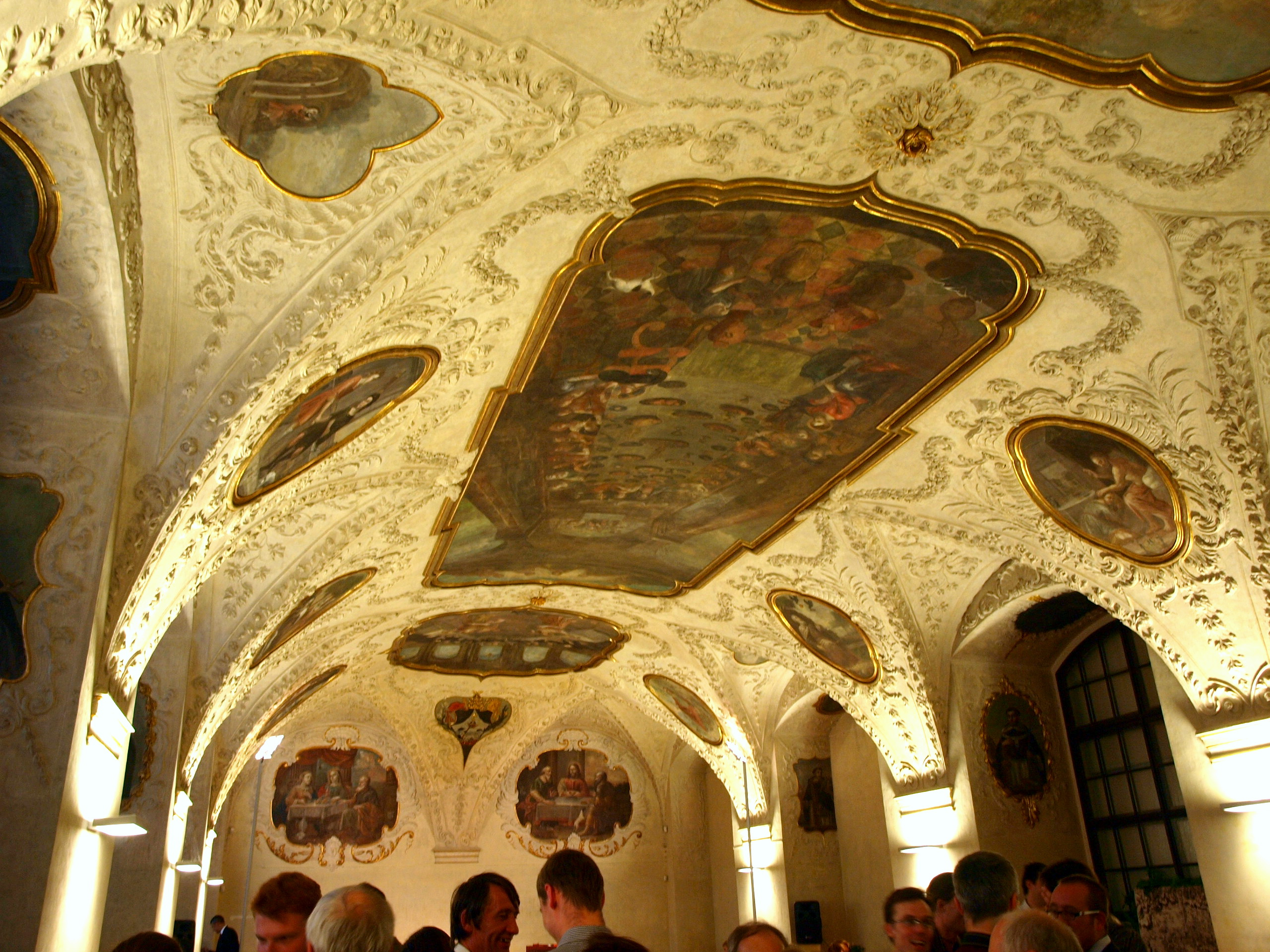
Refektář pražského dominikánského kláštera
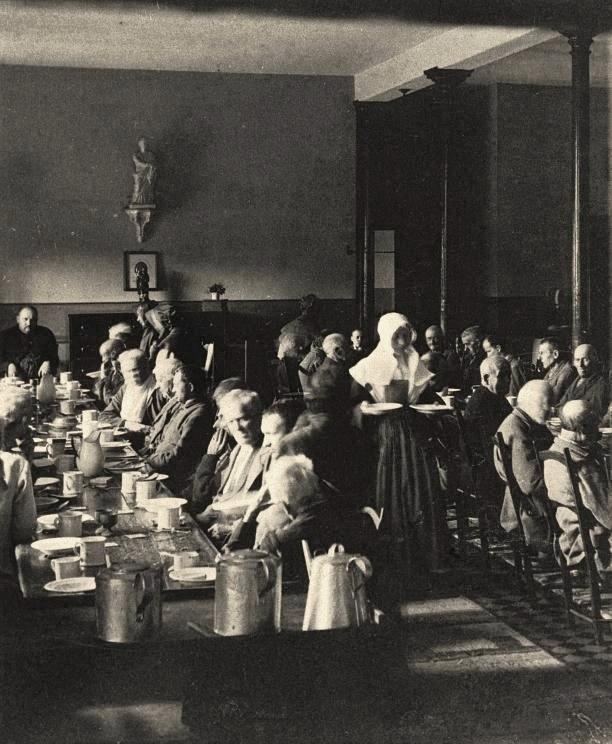
Refektář ústavu pro přestárlé v Montréalu
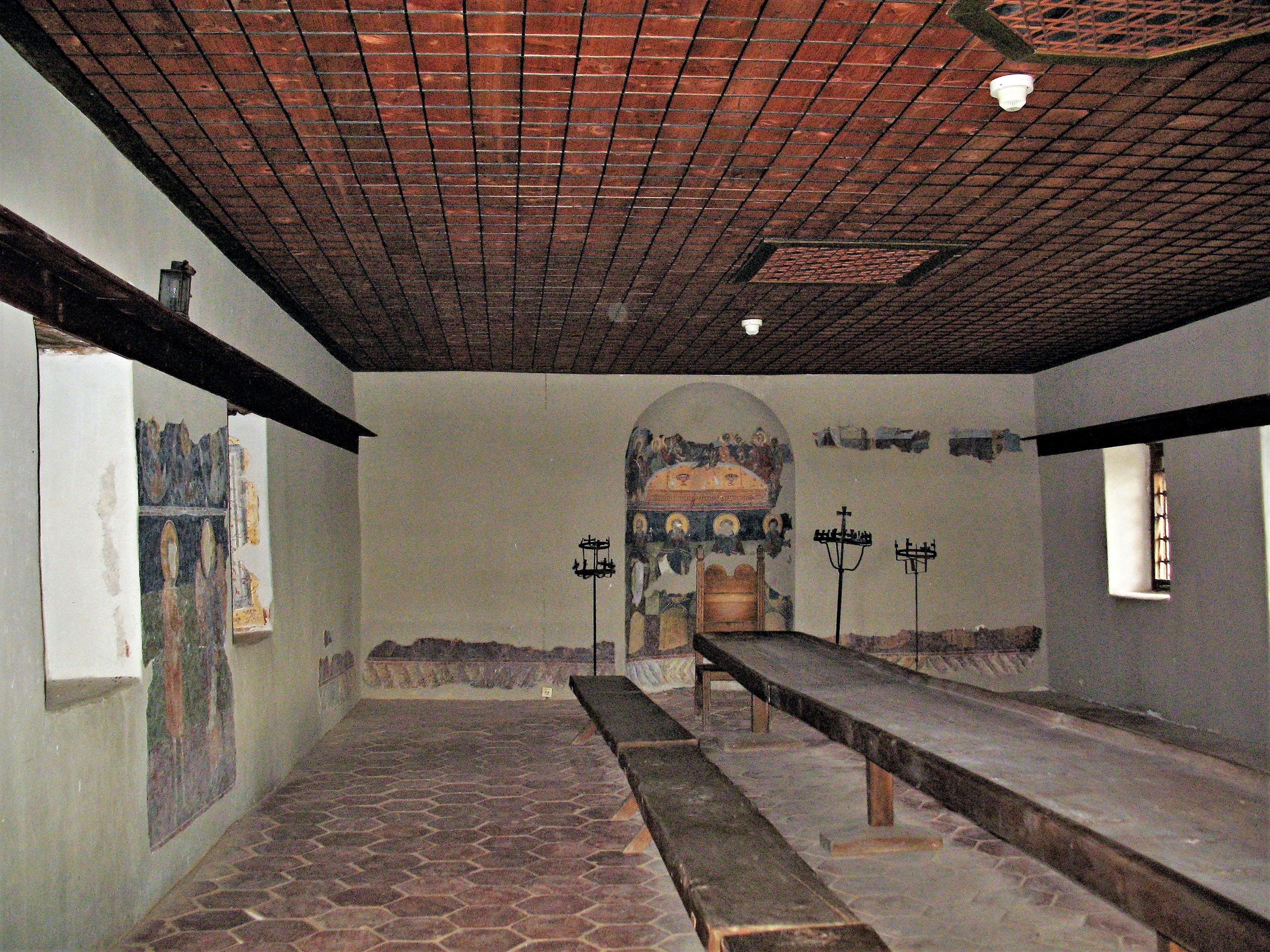
Jídelna v Roženském klášteře na jihu Bulharska
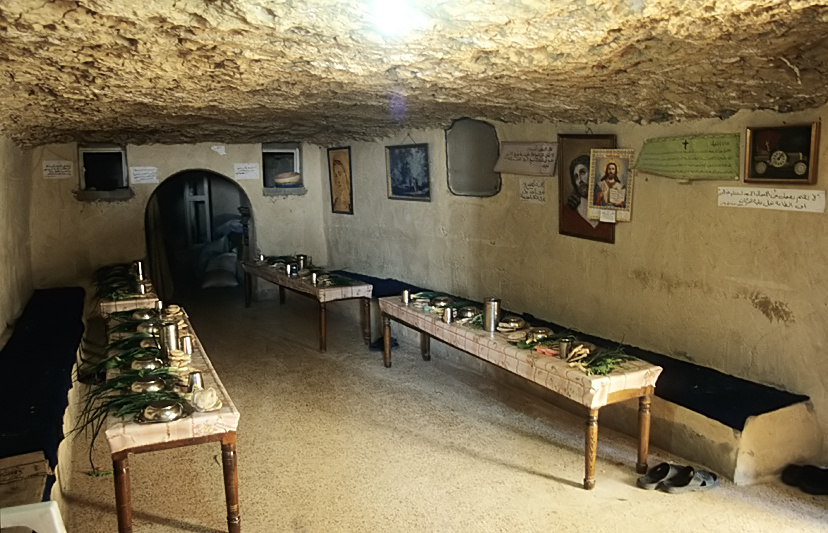
Klášter Deir er-Raiyan v Libyjské poušti v Egyptě